# 고양산
고양산은 강원특별자치도 정선군 북면 고양리에 있는 산으로 높이는 1,151m이다. 임계면과 화암면과도 경계를 이루고 있다.
이산에서 발원하는 조양천은 동강과 합류한다.